# خانه اعظمی
خانه اعظمی مربوط به دوره قاجار است و در کرمان، خیابان شریعتی، محله ته باغ لله، انتهای کوچه بازار عزیز واقع شده و این اثر در تاریخ ۲۴ اسفند ۱۳۸۳ با شمارهٔ ثبت ۱۱۴۰۲ به‌عنوان یکی از آثار ملی ایران به ثبت رسیده است.
آخرین مالک این خانه آقای رضا اعظمی در فروردین ۱۴۰۴ دارفانی را وداع گفت. وی خدمات زیادی به تاریخ و فرهنگ کرمان کرد و روایتگر تاریخ عام کرمان به زبان ساده بود.
در سال ۱۴۰۲ توسط عرفان عراقی پور پژوهشگر تاریخ کرمان 
و دانش آموخته رشته مرمت بناهای تاریخی کرمان، چهل نشست آموزشی و رویداد فرهنگی با عنوان «سلسله نشست های بازار عزیز» در این خانه برگزار شد. این رویداد ها باعث احیا این محله بعد از سالهای فراوان شد.